# Pflichtteil
Der Pflichtteil im Erbrecht sichert den nächsten Angehörigen, insbesondere den Kindern und Ehegatten, eine Mindestbeteiligung am Nachlass. Der Pflichtteil wird unabhängig vom Willen des Erblassers gewährt, schränkt also die Testierfreiheit des Erblassers ein. 

## Geschichte
Einen Pflichtteil im Sinne einer Mindestbeteiligung mit einer bestimmten Quote am Nachlass kennen nicht alle Rechtsordnungen. So können z. B. in den Vereinigten Staaten finanziell unabhängige Kinder in der Regel keinen Teil des Nachlasses beanspruchen, wenn ihnen nicht etwas zugewandt wurde; Ehegatten und abhängige Kinder erhalten lediglich einen am Bedarf orientierten Anteil. Deutschland und die meisten europäischen Staaten folgen hingegen der Rechtstradition aus dem römischen Recht. 
Die finanziellen und materiellen Ansprüche eines Kindes aus dem väterlichen Erbe, z. B. für die Hochzeitsausstattung, bezeichnet die historische Rechtssprache als Erbausstattung. Diese Erbausstattung war verständlicherweise nach dem sozialen Stand des Vaters sehr unterschiedlich und spielte eine sehr wichtige Rolle für die Begrenzung des Heiratskreises.
Die Einschränkung der Testierfreiheit entstammt der naturrechtlichen Vorstellung, Nachkommen und ggf. Vorfahren seien die natürlichen Erben, die zu enterben nur in begründeten Ausnahmefällen möglich sein sollte. Daneben spielte auch die Notwendigkeit einer Versorgung der Kinder und Witwen eine Rolle, beispielsweise im Beisitzrecht.
Die Höhe des Pflichtteils bemisst sich an der Höhe des Erbes, aber je nach Rechtsordnung auch an der Zahl der Erben oder dem Verwandtschaftsverhältnis. Auch bestanden teilweise Sonderregelungen, die eine Aufteilung des Erbes und Zahlung eines Pflichtteils verboten, um eine Realteilung zu vermeiden.
Die Höhe des Pflichtteils ist sehr unterschiedlich geregelt. So regelte das römische Recht bis zur Schaffung des Corpus iuris civilis durch Kaiser Justinian, dass der Pflichtteil 1/4 des anteiligen Erbes ausmachen müsse. Justinian erhöhte den Satz auf 1/3 für den Fall, dass die Zahl der Kinder kleiner als 4 sei. Dieses Drittel fand sich auch noch in vielen Zivilrechtsbüchern des 19. Jahrhunderts.
Im französischen Recht wurde/wird nach der Zahl der Kinder gestaffelt:
| Erbe               | Anteil des Pflichtteils am Erbe | Frei vererbbar |
| ------------------ | ------------------------------- | -------------- |
| 1 Kind             | 1/2 des Erbes                   | 1/2 des Erbes  |
| 2 Kinder           | 2/3 des Erbes                   | 1/3 des Erbes  |
| 3 oder mehr Kinder | 3/4 des Erbes                   | 1/4 des Erbes  |
| Eltern             | 1/4 des Erbes                   | 3/4 des Erbes  |

## Rechtslage in einzelnen Staaten
- Pflichtteil (Deutschland)
- Pflichtteil (Österreich)
- Pflichtteil (Schweiz)